# Nymphopsis acinacispinatus
Nymphopsis acinacispinatus is een zeespin uit de familie Ammotheidae. De soort behoort tot het geslacht Nymphopsis. Nymphopsis acinacispinatus werd in 1933 voor het eerst wetenschappelijk beschreven door Williams. 